# Zorzines schintlmeisteri
Zorzines schintlmeisteri là một loài bướm đêm trong họ Noctuidae.